# Irving Talberg
Irving Grant Talberg (30. maj 1899 – 14. septembar 1936) bio je američkim filmski producer tokom ranih godina pokretnih slika. Zvali su ga „čudesni dečak” zbog njegove mladosti i sposobnosti da odabira scenarije, bira glumce, skuplja produkcijsko osoblje i pravi profitabilne filmove, uključujući Grand hotel, Kineska mora, Kamelije, Pobuna na brodu Baunti i Dobra zemlja. Njegovi su filmovi oblikovali međunarodno tržište, „projektujući zavodljivu sliku američkog života koji je zasijao vitalnošću i ukorenio se u demokratiji i ličnoj slobodi”, kaže biograf Roland Flamini.‍:3
Rođen je u Bruklinu u Njujorku, i kao dete je oboleo od urođene srčane bolesti za koju su lekari rekli da će ga usmrtiti pre nego što navrši trideset godina. Nakon završetka srednje škole, tokom dana je radio kao prodavac, a da bi stekao neke radne veštine, pohađao je noćne časove kucanja i stenografije. Potom je pronašao posao kao sekretar u kancelariji Univerzal studija u Njujorku, a kasnije je postavljen za menadžera studija u njihovoj lokaciji u Los Anđelesu. Tamo je nadgledao produkciju stotina filmova tokom svoje tri godine sa tom kompanijom. Među filmovima koje je produkovao bio je Grbavac Notr Dama.
U Los Anđelesu se kao partner pridružio novim studiju Luisa B. Majera, i nakon što se spojio sa dva druga studija, i pomogao u stvaranju Metro-Goldvin-Majera (MGM). On je postao šef proizvodnje MGM-a 1925. godine, u svojoj dvadeset šestoj godini, pomažući MGM-u da postane najuspešniji studio u Holivudu. Tokom svojih dvanaest godina rada sa MGM-om, sve do rane smrti u 37. godini, produkovao je četiri stotine filmova, od kojih je većina nosila njegov otisak i inovacije, uključujući konferencije o pričama sa piscima, predpremijerna prikazivanja kako bi se prikupili rani povratne informacije, i opsežno ponovno snimanje scena radi poboljšanje filma. Pored toga, on je publici predstavio horor filmove i bio je koautor „Produkcijskog kodeksa”, smernice o moralnosti koji su sledeli sve studiji. Tokom 1920-ih i 1930-ih sintetisao je i spojio svet scenske drame i književne klasike sa holivudskim filmovima.
Talberg je stvorio brojne nove zvezde i negovao njihov scenski imidž. Među njima su bili Lon Čejni, Ramon Novaro, Džon Gilbert, Džoun Kraford, Klark Gejbl, Džin Harlou, Volas Biri, Luiza Rajner, Greta Garbo, Lajonel Barimor i Norma Širer, koja mu je postala supruga. Imao je sposobnost kombinovanja kvaliteta sa komercijalnim uspehom i zaslužan je za usklađivanje svojih umetničkih težnji sa zahtevima publike. Nakon njegove smrti, holivudski producenti su izjavili da je on „najvažnija figura u istoriji filmova na svetu.” Predsednik Ruzevelt je napisao: „Svet umetnosti je siromašniji zbog preminuća Irvinga Talberga. Njegovi visoki ideali, uvid i mašta ušli su u proizvodnju njegovih remekd dela.” Memorijalnom nagradom Irvinga G. Talberga, koju Akademija za filmsku umetnost i nauku periodično dodeljuje od 1937. godine, nagrađuju se producenti čija dela odražavaju konstantno visoko kvalitetne filmove.

## Rane godine
Talberg rođen je u Bruklinu, u porodici nemačkih jevrejskih imigranata, Vilijama i Henrijete (Hejman). Ubrzo nakon rođenja, on je dijagnoziran sa „sindrom plave bebe”, izazvan urođenom bolešću koja je ograničila dotok kiseonika u njegovo srce. Prognoza porodičnog lekara i specijalista bila je da će on možda živeti dvadeset, ili najviše trideset godina.‍:3
Tokom srednjoškolskih godina u Bruklinu, počeo je da ispašta od bolova u grudima, vrtoglavice i umora. To je uticalo na njegovu sposobnost da uči, iako je do tada bio dobar student. Kada je imao 17 godina, preboleo je reumatsku groznicu i bio je vezan za krevet godinu dana. Njegova majka, Henrijeta, kako bi sprečila da previše zaostane za ostalim đacima, donosila mu je domaće zadatke iz škole, kupovala knjiga i zapošljavala tutore radi kućnog podučavanja. Ona se isto tako nadala da će ga školski rad i čitanje odvratiti od „tegobne buke” dece koja su se igrala ispred njegovog prozora.‍:4
S malo druge razonode, on je čitao knjige kao svoju glavnu aktivnost. On je „proždirao” popularne romane, klasike, drame i biografije. Njegove knjige iz neophodnosti zamenile ulice Njujorka i dovele do njegovog interesovanja za klasičnu filozofiju i filozofe, poput Vilijama Džejmsa.‍:4

Kada se Talberg vratio u školu, on je završio srednju školu, ali nije imao snage za fakultet, za šta je smatrao da bi mu trebalo konstantno kasnonoćno učenje i naprezanje pred ispite. Umesto toga, honorarno je tadio kao prodavac, a uveče, da bi stekao neke radne veštine, učio se da kuca, stenografiju i španski jezik u večernjoj strukovnoj školi.‍:5 Kada je napunio 18 godina, postavio je oglas sa lokalnim novinama u nadi da će naći bolji posao: 
Tražena pozicija: sekretar, stenograf, španski, engleski, srednjoškolsko obrazovanje, bez iskustva; $15.

## Filmografija

### Producent
- Reputation (1921)
- The Hunchback of Notre Dame (1923)
- Merry-Go-Round (1923)
- His Hour (1924)
- He Who Gets Slapped (1924)
- The Unholy Three (1925)
- The Merry Widow (1925)
- The Tower of Lies (1925)
- The Big Parade (1925)
- Ben-Hur: A Tale of the Christ (1925)
- Torrent (1926)
- La Bohème (1926)
- Brown of Harvard (1926)
- The Road to Mandalay (1926)
- The Temptress (1926)
- Valencia (1926)
- Flesh and the Devil (1926)
- Twelve Miles Out (1927)
- The Student Prince in Old Heidelberg (1927)
- London After Midnight (1927)
- The Crowd (1928)
- Laugh, Clown, Laugh (1928)
- White Shadows in the South Seas (1928)
- Show People (1928)
- West of Zanzibar (1928)
- The Broadway Melody (1929)
- The Trial of Mary Dugan (1929)
- Voice of the City (1929)
- Where East Is East (1929)
- The Last of Mrs. Cheyney (1929)
- The Hollywood Revue of 1929 (1929)
- Hallelujah (1929)
- His Glorious Night (1929)
- The Kiss (1929)
- Anna Christie (1930)
- Redemption (1930)
- The Divorcee (1930)
- The Rogue Song (1930)
- The Big House (1930)
- The Unholy Three (1930)
- Let Us Be Gay (1930)
- Billy the Kid (1930)
- Way for a Sailor (1930)
- A Lady's Morals (1930)
- Inspiration (1931)
- Trader Horn (1931)
- The Secret Six (1931)
- A Free Soul (1931)
- Just a Gigolo (1931)
- Menschen hinter Gittern (1931), German-language version of The Big House (1930)
- The Sin of Madelon Claudet (1931)
- The Guardsman (1931)
- The Champ (1931)
- Possessed (1931)
- Private Lives (1931)
- Mata Hari (1931)
- Freaks (1932)
- Tarzan the Ape Man (1932)
- Grand Hotel (1932)
- Letty Lynton (1932)
- As You Desire Me (1932)
- Red-Headed Woman (1932)
- Smilin' Through (1932)
- Red Dust (1932)
- Rasputin and the Empress (1932)
- Strange Interlude (1932)
- Tugboat Annie (1933)
- Bombshell (1933)
- Eskimo (1933)
- La Veuve Joyeuse (1934) verzija na francuskom jeziku dela The Merry Widow
- Riptide (1934)
- The Barretts of Wimpole Street (1934)
- The Merry Widow (1934)
- What Every Woman Knows (1934)
- Biography of a Bachelor Girl (1935)
- No More Ladies (1935)
- China Seas (1935)
- Mutiny on the Bounty (1935)
- A Night at the Opera (1935)
- Riffraff (1936)
- Romeo and Juliet (1936)
- Camille (1936)
- Maytime (1937)
- A Day at the Races (1937)
- Broadway Melody of 1938 (1937)
- The Good Earth (1937)
- Marie Antoinette (1938)

### Pisac
- The Trap (1922)
- The Dangerous Little Demon (1922)

## Nagrade
| Godina | Nagrada          | Kategorija    | Film                           |
| ------ | ---------------- | ------------- | ------------------------------ |
| 1923   | Fotoplej nagrade | Medalja časti | The Big Parade                 |
| 1932   | Fotoplej nagrade | Medalja časti | Smilin' Through                |
| 1934   | Fotoplej nagrade | Medalja časti | The Barretts of Wimpole Street |

### Nagrade Academije
| Godine  | Result    | Kategorija                               | Film                           |
| ------- | --------- | ---------------------------------------- | ------------------------------ |
| 1927–28 | Nominovan | Najbolja unikatna i umetnička produkcija | The Crowd                      |
| 1928–29 | Popedio   | Najbolji film                            | The Broadway Melody            |
| 1928–29 | Nominovan | Najbolji film                            | The Hollywood Revue of 1929    |
| 1929–30 | Nominovan | Najbolji film                            | The Divorcee                   |
| 1929–30 | Nominovan | Najbolji film                            | The Big House                  |
| 1930–31 | Nominovan | Najbolji film                            | Trader Horn                    |
| 1931–32 | Pobedio   | Najbolji film                            | Grand Hotel                    |
| 1931–32 | Nominovan | Najbolji film                            | The Champ                      |
| 1932–33 | Nominovan | Najbolji film                            | Smilin' Through                |
| 1934    | Nominovan | Najbolji film                            | The Barretts of Wimpole Street |
| 1935    | Pobedio   | Najbolji film                            | Mutiny on the Bounty           |
| 1936    | Nominovan | Najbolji film                            | Romeo and Juliet               |
| 1937    | Nominovan | Najbolji film                            | The Good Earth                 |

## Literatura
- Thalberg: Life and Legend by Bob Thomas (1969)
- Thalberg: The Last Tycoon and the World of M-G-M by Roland Flamini (1994)
- Mayer and Thalberg: The Make-believe Saints by Samuel Marx (1975)
- Vieira, Mark A. Irving Thalberg's M-G-M. New York: Harry N. Abrams, 2008.
- Vieira, Mark A. Irving Thalberg: Boy Wonder to Producer Prince. Berkeley: University of California Press, 2009.
- Starman, Ray "Irving Thalberg" Films In Review magazine, June/July 1987, p. 347–353

## Spoljašnje veze
- Irving Talberg na sajtu  (jezik: engleski)
- Irving Talberg на веб-сајту AllMovie (језик: енглески)
- Irving Talberg на веб-сајту  (језик: енглески)

### Video snimci
- Tom Hanks narrates Academy Awards video about Thalberg na sajtu
- Slide show photos with Thalberg and Norma Shearer na sajtu
- Groucho Marx discussing Thalberg na sajtu
- Thalberg thanks Carl Laemmle na sajtu